# Перевищення влади або службових повноважень працівником правоохоронного органу
Переви́щення вла́ди або службо́вих повнова́жень працівнико́м правоохоро́нного о́ргану — злочин, передбачений 365 статтею Кримінального кодексу України, який виражається в діянні, яке виходить за межі повноважень працівника відповідного правоохоронного органу.

## Складові злочину
- Суб'єкт злочину спеціальний, ним може бути лише працівник правоохоронного органу.
- Об'єктом злочину є суспільні відносини, які визначають і регулюють зміст правильної роботи правоохоронних органів.
- З суб'єктивної сторони злочин характеризується умисною формою вини, ставлення до наслідків може виражатися як умислом, так і необережністю. Службова особа усвідомлює, що дії, які вона вчиняє, виходять за межі наданих їй владних чи службових повноважень, бажає їх вчинити, передбачає настання істотної шкоди (при кваліфікованому злочині — наслідки застосування насильства, факт застосування зброї або настання тяжких наслідків) і бажає чи свідомо припускає їх настання (прямий і непрямий умисли) або не передбачає можливість настання, розраховуючи на їх відвернення, або не передбачає можливості їх настання, хоча могла і повинна була передбачити (необережність). Мотив і мета таких дій можуть бути різними, але на кваліфікацію не впливають.
- З об'єктивної сторони злочину злочин може вчинятися у формі перевищення влади або перевищення службових повноважень.

Перевищення влади — вчинення працівником правоохоронного органу, дій, які явно виходять за межі повноважень цієї особи при здійсненні нею владних чи організаційно-розпорядчих функцій.

Перевищення службових повноважень — дії особи, які явно виходять за межі наданих цій особі прав або повноважень.
Обов'язковою складовою об'єктивної сторони даного злочину є заподіяння істотної шкоди охоронюваним законним правам та інтересам фізичних чи юридичних осіб або держави. Відповідальність настає, коли істотна шкода перевищує сто неоподатковуваних мінімумів доходів громадян (тобто 134 200 гривень станом на 2023 рік); втім, якщо заподіяно шкоду нематеріального характеру (наприклад, порушення охоронюваних конституцією прав і свобод людини і громадянина) або якщо поряд із матеріальними збитками заподіяно шкоду нематеріального характеру, то можливе визнання істотною шкодою заподіяння збитків на суму менше ста неоподатковуваних мінімумів доходів громадян.

## Відповідальність
- Загальна відповідальність передбачена ч.1 ст. 365 Кримінального кодексу: обмеження волі на строк до п'яти років, або позбавлення волі на строк від двох до п'яти років з позбавленням права обіймати певні посади або займатися певною діяльністю на строк до трьох років.
- Перевищення влади або службових повноважень, яке супроводжувалося насильством або погрозою застосування насильства (фізичне насильство може бути виражене в незаконному позбавленні волі, мордуванні, завданні побоїв та ударів, заподіянні легких та середньої тяжкості тілесних ушкоджень тощо; психічне насильство — у реальній погрозі заподіяння фізичного насильства щодо потерпілого чи його близьких), застосуванням зброї чи спеціальних засобів або болісними і такими, що ображають особисту гідність потерпілого, діями (такими діями вважаються будь-які дії, які завдають потерпілому особливого фізичного болю чи моральних страждань — дії з використанням спеціальних засобів (наручників, водометів, отруйних газів тощо), тривале позбавлення їжі, води, тепла, використання вогню, кислоти, лугу, електроструму, заподіяння душевних переживань, глумління тощо; під зброєю слід розуміти предмети, безпосередньо призначені для ураження живої цілі [тобто предмети, які мають інше призначення, предмети, які визнано спеціальними засобами, предмети, що не мають призначення, зброєю не визнаються]), за відсутності ознак катування, утворює склад злочину, передбачений ч.2 ст. 365. Відповідальність за такі дії передбачена у виді позбавлення волі на строк від трьох до восьми років з позбавленням права обіймати певні посади або займатися певною діяльністю на строк до трьох років.
- Перевищення влади або службових повноважень, яке спричинило тяжкі наслідки (спричинення матеріальних збитків, сума яких перевищує 250 неоподатковуваних мінімумів доходів громадян, тобто 335 500 гривень[1], заподіяння потерпілому тяжких тілесних ушкоджень або смерті, розвал діяльності підприємства, установи, організації, їх банкрутство, створення аварійної ситуації, яка потягла людські жертви тощо), кваліфікується за ч.3 ст. 365. Кримінальна відповідальність передбачає позбавлення волі на строк від семи до десяти років з позбавленням права обіймати певні посади або займатися певною діяльністю на строк до трьох років.

В разі, коли при перевищенні влади або службових повноважень фізичне насильство полягає в катуванні, відповідальність за яке передбачена ч.1 ст. 127, вчинене охоплюється ч.2 статті 365. Якщо катування містить ознаки складу злочину, передбаченого ч.2 ст. 127, дії службової особи кваліфікуються за сукупністю злочинів (ч.2 ст. 127 і ч.2 ст. 365). Якщо перевищення влади або службових повноважень поєднане з незаконним позбавленням волі (ч.1, ч.2 ст. 146), вчинене кваліфікується за ч.2 ст. 365, а якщо це потягло тяжкі наслідки (ч.3 ст. 146) — за ч.3 ст. 146. Вчинення цих злочинів організованою групою кваліфікується за сукупністю (ч.3 ст. 146 і ч.3 ст. 365).
Умисне заподіяння смерті чи тяжкого тілесного ушкодження кваліфікується за сукупністю злочинів — за ч.3 ст. 365 та однією з таких статей: 112, 115, 121, 348, 379, 400. Заподіяння смерті чи тілесних ушкоджень через необережність охоплюється ч.3 ст. 365. Умисне вбивство чи умисне заподіяння тяжких тілесних ушкоджень, вчинене службовою особою при перевищенні меж необхідної оборони, кваліфікується лише за відповідними статтями (118 або 124). Якщо дії винної особи призвели до самогубства потерпілого чи спроби його вчинити, вчинене охоплюється ч.3 ст. 365 і кваліфікації за ст. 120 не потребує.
Перевищення влади або службових повноважень, поєднане з умисним знищенням або пошкодженням чужого майна без обтяжуючих обставин (частина перша статей 194, 347, 352, 378, 399) кваліфікується лише за відповідною частиною ст. 365. Якщо перевищення влади чи службових повноважень було поєднано з діями, відповідальність за які передбачена частинами другими цих статей або ч.3 ст. 399, вчинене кваліфікується за сукупністю.
Коли особа перевищила владу або службові повноваження з метою запобігти значнішим шкідливим наслідкам, ніж фактично заподіяна шкода, її дії визнаються вчиненими в стані крайньої необхідності і не визнаються злочинними.

## Звинувачення українських політиків, декриміналізація в Україні
Обвинувачення у перевищенні влади або службових повноважень (у редакції статті, яка була чинна на момент обвинувачення) було висунуто ряду політичних або громадських діячів:
- Юрій Луценко[2][3]
- Леонід Кучма[4]
- Євген Корнійчук, якого згодом було амністовано[5]
- Юлія Тимошенко[6]

Після засудження Юлії Тимошенко почалися розмови про можливу декриміналізацію вказаної статті кримінального кодексу. У багатьох публікаціях ЗМІ 365 статтю стали навіть називати «статтею Тимошенко». Але в листопаді 2011 Верховна Рада відмовилася це зробити. В грудні 2011 це питання навіть не внесли до порядку денного. В січні 2012 ПАРЄ у резолюції закли́кала Україну внести зміни до статей 364, 365 Кримінального кодексу та привести їх у відповідність до стандартів Ради Європи. Але 8 лютого Верховна Рада проігнорувала резолюцію і відмовилася внести відповідні зміни до Кримінального кодексу України, що викликало розчарування Європейського союзу. Однак згодом 21 лютого 2014 року після закінчення Євромайдану Законом України «Про внесення змін до Кримінального та Кримінального процесуального кодексів України щодо імплементації до національного законодавства положень статті 19 Конвенції ООН проти корупції» суб'єктний склад цього злочину було обмежено лише працівниками правоохоронних органів. 

## Попередня редакція
До лютого 2014 року суб'єктами злочину могли бути будь-яка службові особи, тобто особи, які здійснюють функції представників влади чи місцевого самоврядування, обіймають посади, пов'язані з виконанням організаційно-розпорядчих або адміністративно-господарських функцій, в органах державної влади, місцевого самоврядування, на державних чи комунальних підприємствах, установах чи організаціях, а перевищенням влади або службових повноважень визнавались дії службової особи, яка не має владних повноважень і виходить під час виконання своїх адміністративно-господарських функцій за межі своїх повноважень, або дії службової особи, яка має владні повноваження, але в даному випадку перевищує не їх, а інші свої повноваження, або перевищує свої владні повноваження щодо осіб, які не є її підлеглими. 
Відмінність між перевищенням влади або службових повноважень і зловживанням владою чи службовим становищем, коли службова особа незаконно і всупереч інтересам служби використовує надані їй законом права і повноваження  (стаття 364 КК), та між злочином, передбаченим ст. 365 КК, полягала у тому, що під злочином, передбаченим ст. 365 КК, розумілось:
- вчинення дій, які є вищестояющої службової особи цього відомства або службової особи іншого відомства;
- вчинення дій, виконання яких дозволено лише у спеціальних випадках (або з особливого дозволу, або з додержанням особливого порядку), — за відсутності цих умов;
- вчинення одноособово дій, які можуть бути вчинені лише колегіально;
- вчинення дій, які ніхто не має права виконувати або дозволяти.